# Gunnar Ageskär
Gunnar Ageskär, född den 9 april 1963, var en svensk friidrottare (stavhopp). Han tävlade för IFK Växjö.